# 桜井数馬
桜井 数馬（さくらい かずま、生年不詳 - 慶応4年1月5日（1868年1月29日））は、新選組隊士。局長附。
慶応3年（1867年）の入隊。翌慶応4年（1868年）1月3日から始まった鳥羽・伏見の戦いを経て、1月5日淀での千両松の戦いで戦死。
http://shimazaki.arch.kanagawa-u.ac.jp/shimazaki/JAPANCasle/020sakura/samurai-house.pdf